# Östergarnslandet
Östergarnslandet är ett landområde på och nära en bred udde på östra kusten av Gotland
Enligt Länsstyrelsens på Gotland beteckningar av skötselområden ingår Östergarns, Gammelgarns, Ardre, Kräklingbo och Anga socknar i Östergarnslandet. Trafikverket skyltar ett mindre område söderifrån från Svartdal i Gammelgarn och västerifrån efter brandstationen i Kräklingbo. Det är en brun/vit turismskyltning med texten Östergarnslandet.
Östergarnslandet överensstämmer huvudsakligen med det historiska juridiska området Kräklinge ting i mitten av 1600-talet, i vilket dock också Ala socken, och från 1653 även Buttle socken ingick.